# Ștefan Oprea (general)
Ștefan Oprea (n. 22 septembrie 1955, municipiul Focșani) este un general român, care a îndeplinit în cariera sa importante funcții în organismele militare naționale și internaționale.

## Biografie
Ștefan Oprea s-a născut la data de 22 septembrie 1955, în municipiul Focșani (județul Vrancea). După absolvirea Liceului Militar „Ștefan cel Mare” din Câmpulung Moldovenesc în anul 1974, a urmat cursurile Școlii Militare de Ofițeri Activi de artilerie „Ioan Vodă” de la Sibiu și ale Facultății de artilerie din cadrul Academiei Militare din București, absolvindu-le în 1977, respectiv 1989. 
După absolvirea Școlii de Ofițeri în anul 1977, a fost înaintat la gradul de locotenent. A parcurs etapele ierarhiei militare începând cu cea de comandant de pluton (până în 1982) și comandant de baterie (până în 1987) în cadrul Brigăzii 8 Artilerie Tunuri, iar evenimentele din anul 1989 îl găsesc în funcția de Comandant Divizion Artilerie Antitanc aparținând Regimentului 65 Artilerie Antitanc.
În august 1990 revine în Focșani încadrând funcția de Comandant Divizion Obuziere Tunuri, poziție din care este promovat în funcția de Șef stat major (prim locțiitor al comandantului) al Brigăzii 8 Artilerie Tunuri, la data de 23.01 1991.
În anul 1994 urmează Cursul post academic de comandanți de brigadă – regimente, Cursul de limbă engleză în anul 1996 și Cursul de ofițeri de stat major de brigadă în anul 1997, toate în cadrul Academiei de Înalte Studii Militare.
La data de 31.10 1997 este numit Comandant al Brigăzii 8 Artilerie, funcție care îl determină să abordeze reorganizarea structurală a marii unități pe care o comandă, demers care se finalizează la 01.12 2001 prin intrarea în funcțiune a statului de organizare al Brigăzii 8 Artilerie Mixtă, în conformitate cu noua concepție de întrebuințare a artileriei în operații.
În aceeași perioadă urmează Cursul de orientare pentru ofițerii din statele majore internaționale (Olanda, 1998), Colegiul Național de Apărare (București, 2000) și Cursul avansat de comandă de nivel strategic (Beijing, 2001). În anul 1998 începe studiile doctorale și obține titlul științific de doctor în științe militare în anul 2003.
La 31.07.2002 predă comanda brigăzii și este promovat în funcția de Locțiitor al comandantului la Comandamentul 2 Operațional. Este implicat în procesul de reorganizare a  comandamentului și la 01.05 2003 ia ființă Comandamentul 2 Operațional Întrunit. Perioada petrecută în acest comandament este marcată de subordonarea structurilor militare din teatrele de operații, conducerea primei echipe de rotire a forțelor românești aflate în Afganistan și deschiderea ciclului de instruire prin simulare în Armata României ca director al exercițiului desfășurat cu prima structură operațională a armatei, Brigada 81 Mecanizată.
Cu aceeași dată, 01.05 2003, este numit în funcția de Director al Statului Major al Forțelor Terestre. În cadrul unei echipe dedicată proceselor specifice transformării, definitivează o nouă structură organizatorică a statelor majore ale categoriilor de forțe ce intră în vigoare la 01.11 2003. În cadrul acestei noi structuri se înființează Comandamentul Forțelor Terestre a cărei comandă o primește.
Aderarea României la NATO în anul 2004, a presupus, printre altele și încadrarea posturilor permanente în cadrul structurilor Alianței, la acea dată fiind prevăzută o singură funcție de general la Celula de Coordonare a Parteneriatului.
Astfel, la 19.06 2004 este numit în funcția de Director adjunct la Celula de Coordonare a Parteneriatului (Partnership Coordination Cell) din cadrul  Supreme Headquarters Allied Powers Europe (SHAPE) în Mons, Belgia și devine primul general român care ocupă o funcție permanentă în structurile de comandă ale NATO.
La terminarea acestei misiuni revine în țară și la 01.06 2006 preia comanda Comandamentului 2 Operațional Întrunit, comandă pe care o predă după două luni, odată cu promovarea în funcția de Director adjunct al Statului Major General în data de 03.11 2006.
În Statul Major General îndeplinește succesiv funcțiile de Director al Statului Major General începând cu 12.12 2007 și Locțiitor al Șefului Statului Major General începând cu data de 17.02 2009. 
Începând cu 15.01 2011 este numit în funcția de Reprezentant Militar al României la NATO și UE. La încheierea misiunii “…în semn de înaltă apreciere pentru conduita profesională de excepție, pentru serviciile deosebite pe care le-a adus instituției militare, pentru susținerea intereselor țării noastre în cadrul Reprezentanței României la NATO și UE”, președintele României, la propunerea ministrului Apărării Naționale, îi conferă Ordinul Național „Steaua României” în grad de Ofițer cu însemn pentru militari. 
La 01.09 2014 revine în țară și este numit consilier la ministrului Apărării Naționale, funcție pe care o îndeplinește până la 05.10 2015 când este trecut în rezervă.
Pentru activitatea deosebită susținută de-a lungul carierei, a primit următoarele ordine și distincții: Ordinul Național „Steaua României” în grad de Ofițer cu însemn pentru militari, Ordinul Național „Steaua României” în grad de Cavaler cu însemn pentru militari, Ordinul Național „Serviciul Credincios“ în grad de Ofițer; Ordinul „Virtutea Militară“ în grad de Cavaler; Ordinul „Virtutea Militară“ în grad de Ofițer; Ordinul „Meritul Militar“ clasa a III-a, a II-a și I; Emblema „Onoarea Armatei României” cu însemn de război; Emblema de Onoare a Statului Major General; Emblema de Merit „În Serviciul Armatei României” cls. I; Emblema de Onoare a Forțelor Terestre; Emblema de Onoare a Forțelor Aeriene; Emblema de Onoare a Forțelor Navale; Emblema de Onoare a Comunicațiilor și Informaticii.
Grade militare succesive: 1977 – Locotenent, 1981 – Locotenent major, 1986 – Căpitan, 1990 – Maior, 1993 - Locotenent colonel, 1996 – Colonel, 2000 – General de brigadă, 2006 – General maior, 2009 – General locotenent, 2015 – la trecerea in rezerva este avansat General.

## Fotogalerie

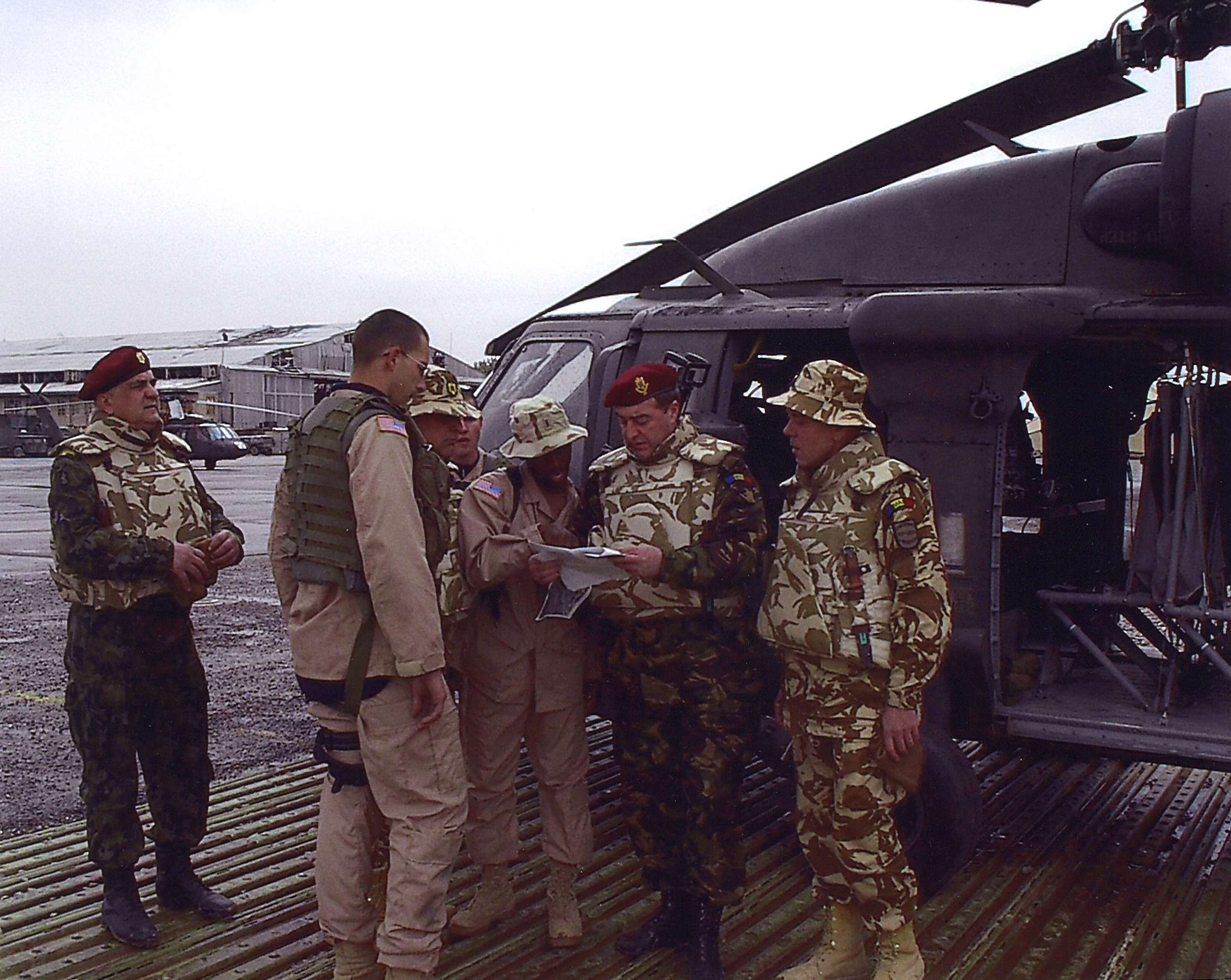
F 1
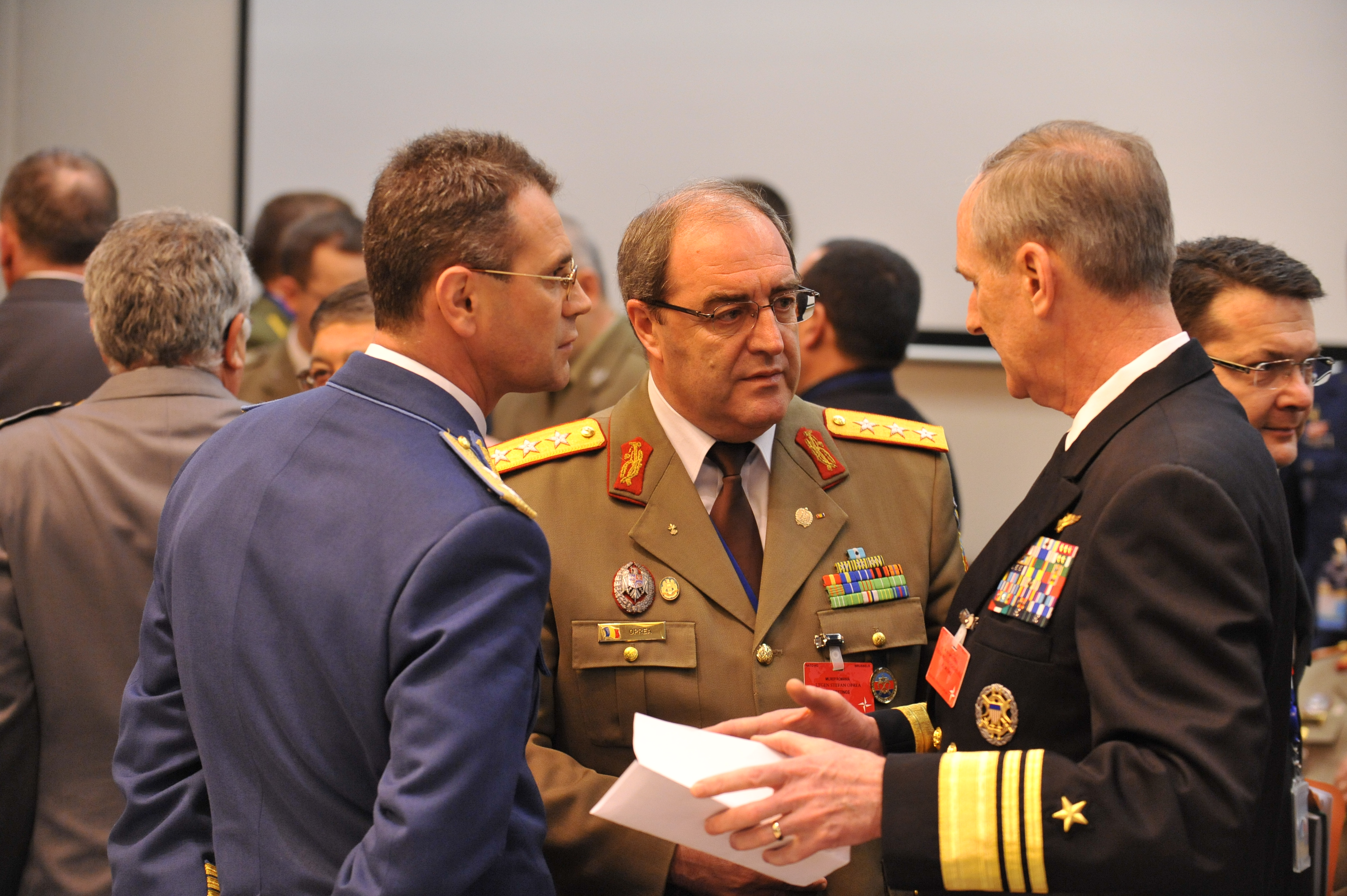
F 3